# Bensylalkohol
Bensylalkohol är en kemisk förening med formeln C6H5CH2OH. Ämnet är en oljeaktig vätska, som är löslig i vatten och alkohol och som används i parfymerier. Ämnet framställs genom hydrolys av bensylklorid med natriumhydroxid, men förekommer också naturligt i ett antal olika frukter och teer.
Flera av dess estrar, särskilt bensoeacetatet och salicylatet används också vid parfymtillverkning, det sistnämnda som ett nästan luktfritt lösningsmedel. De övriga har jasmin- eller hyacintliknande doft.